# Полосачи (Миллеровский район)
Полосачи — хутор в Миллеровском районе Ростовской области.
Входит в состав Туриловского сельского поселения.

## География
На хуторе имеется одна улица: Полосачанская.

## Население
| 2010 |
| ---- |
| 130  |